# Cardinalis phoeniceus
El Cardenal coriano, Cardenal guajiro, Cardenal bermejo,Cardenal de la Guajira o Guayamate (Cardinalis phoeniceus) es una especie de ave paseriforme de la familia Cardinalidae endémica del extremo norte de Colombia y de Venezuela. Se encuentra únicamente en La Guajira colombiana, en la Depresión Lara-Falcón y en el litoral árido del  norte de Venezuela. Su hábitat natural son los arbustales tropicales.

## Descripción
Mide 19 centímetros de longitud. Robusto, Posee un copete de plumas alargadas y rojiza. El plumaje del macho es predominantemente rojo con bordes oscuros en las alas. La hembra presenta dorso de color gris arenoso, matices rojizos en la cola, y las partes inferiores predominantemente de color ocre.
Su canto es una secuencia de silbidos lentos y muy melodiosos, para cantar busca  lugares altos y llamativos para posarse.